# Väster Skägga gård

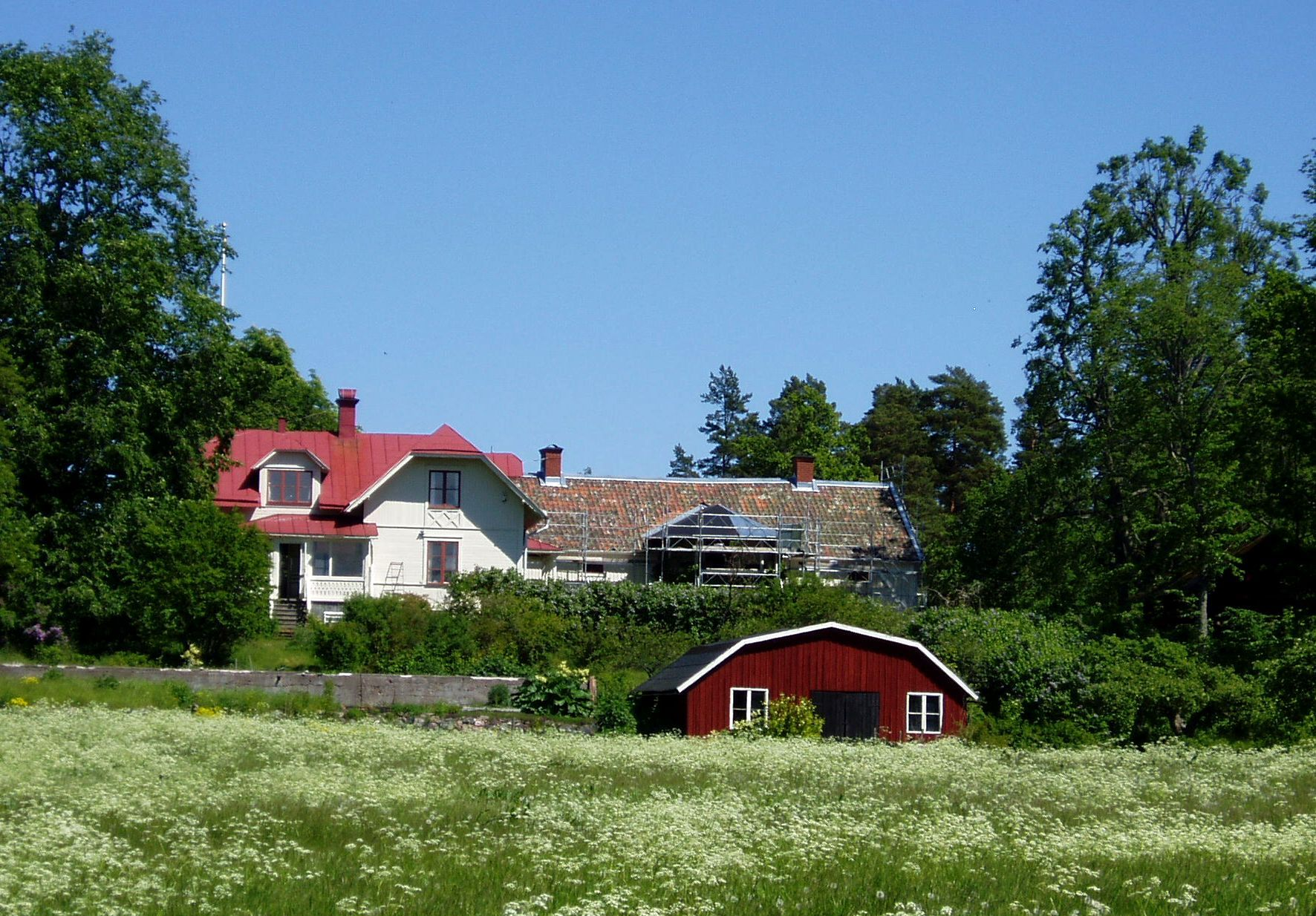
Väster Skägga gård, huvudbyggnaden med byggställning.

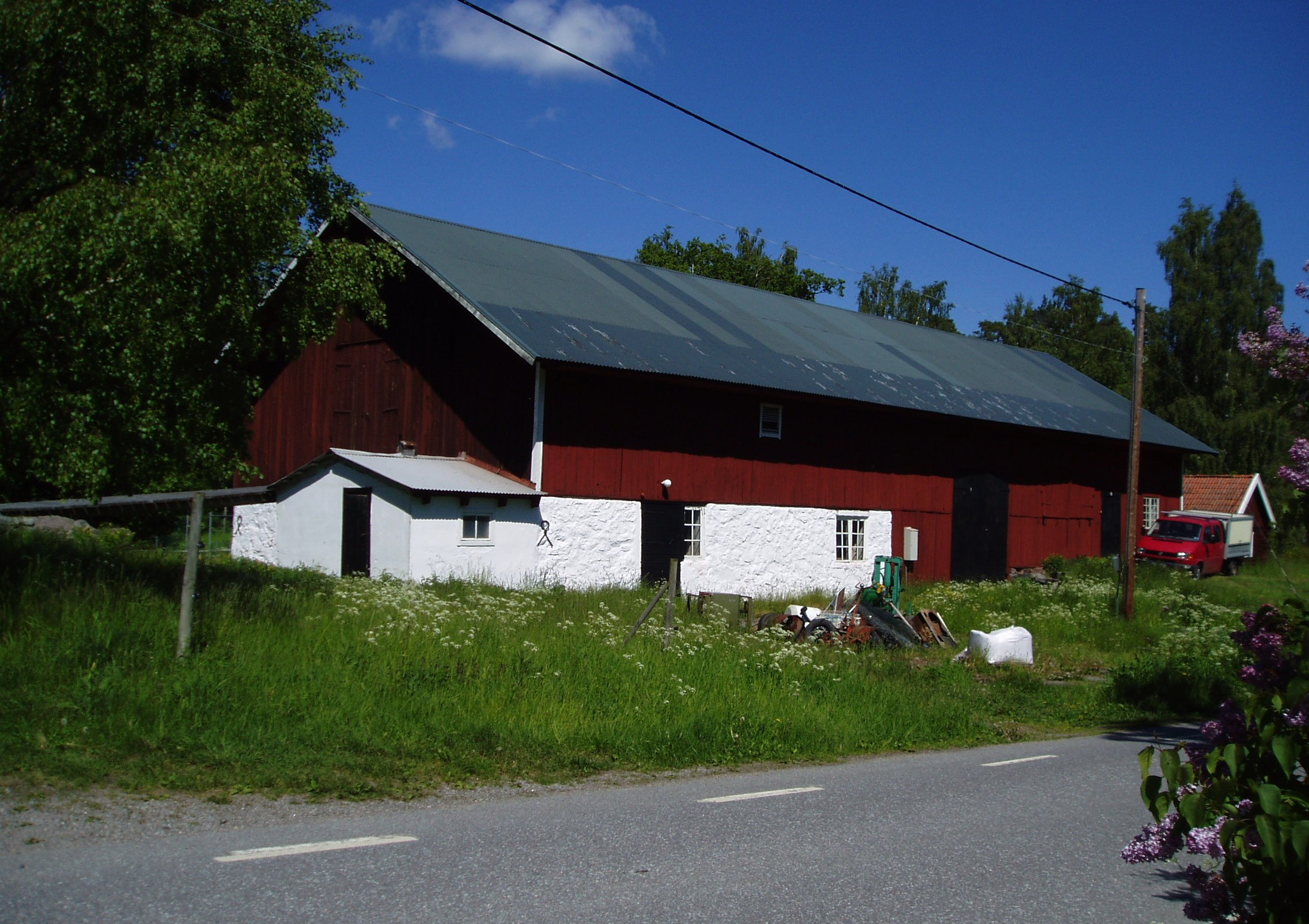
Ekonomibyggnad

Väster Skägga gård är en 190 hektar stor gård, på norra Värmdö, som år 1883 köptes av Carl Anders Lindroth. Gården är fortfarande i familjens ägo. Gården har 15 delägare och de består av barnbarn och barnbarnsbarn till Carl Anders. Gården, med den stora huvudbyggnaden, som kallas "Stora Huset", används främst som sommarresidens men även som åretruntboende för ett mindre antal personer.
Väster Skägga bebyggdes till herrgård 1757 av riksrådet Henning Adolf Gyllenborg. Manbyggnaden byggdes på med en våning på 1830-talet och har därefter genomgått en del ytterligare förändringar, men det är fortfarande samma hus som är Väster Skäggas huvudbyggnad.
De branta och klippiga stränderna längs Lindalssundet, som går förbi Väster Skägga gård, var bland de första som togs i anspråk för sommarvillor under det sena 1800-talet i Stockholms skärgård. På fastigheter avstyckade från Väster Skäggas ägor låg redan på 1880-talet tätt med påkostade sommarvillor.